# Amtsgericht Krumbach (Schwaben)

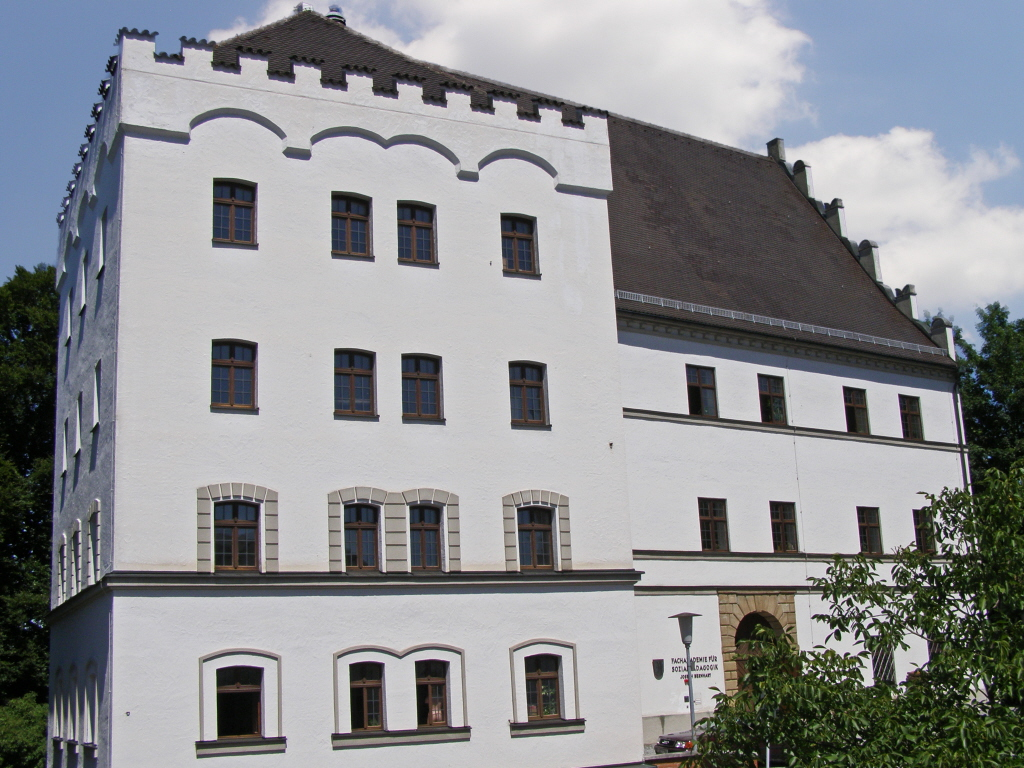
Das Krumbacher Schloss (im Vordergrund die 1835–1840 errichtete Fronfeste, in der bis 1973 das Amtsgericht untergebracht war)

Das Amtsgericht Krumbach (Schwaben) war ein von 1879 bis 1973 bestehendes bayerisches Gericht der ordentlichen Gerichtsbarkeit mit Sitz in Krumbach (Schwaben).

## Geschichte
Anlässlich der Einführung des Gerichtsverfassungsgesetzes am 1. Oktober 1879 wurde in Krumbach ein Amtsgericht errichtet, dessen Bezirk aus
- den Gemeinden Aichen, Aletshausen, Attenhausen, Balzhausen, Bayersried, Behlingen, Billenhausen, Burg, Deisenhausen, Edelstetten, Edenhausen, Hagenried, Hairenbuch, Haupeltshofen, Hohenraunau, Hürben, Krumbach, Langenhaslach, Lauterbach, Memmenhausen, Mindelzell, Münsterhausen, Muttershofen, Neuburg an der Kammel, Niederraunau, Oberbleichen, Obergessertshausen, Oberrohr, Premach, Ried, Schellenbach, Thannhausen, Tiefenried, Unterbleichen, Ursberg, Waltenhausen und Ziemetshausen des bisherigen Landgerichtsbezirks Krumbach[1],
- der bis dahin zum Landgerichtsbezirk Babenhausen zählenden Gemeinde Weiler,
- den zum vorigen Landgerichtsbezirk Mindelheim gehörenden Gemeinden Hasberg und Winzer sowie
- den dem vorherigen Landgerichtsbezirk Weißenhorn einverleibt gewesenen Gemeinden Breitenthal, Ebershausen, Ellzee, Hausen, Höselhurst, Nattenhausen, Oberegg, Oberwiesenbach, Seifertshofen, Stoffenried, Unterwiesenbach und Wattenweiler

gebildet wurde. Übergeordnete Instanz war das Landgericht Memmingen.
Mit der Aufhebung des Amtsgerichts Babenhausen wurde der Amtsgerichtsbezirk Krumbach noch um die Orte Mohrenhausen, Tafertshofen und Zaiertshofen vergrößert.
Als das Gesetz über die Organisation der ordentlichen Gerichte im Freistaat Bayern (GerOrgG) am 1. Juli 1973 in Kraft trat, wurde das Amtsgericht Krumbach aufgehoben und sein Bezirk wie folgt aufgeteilt:
- Die Orte Hasberg und Tiefenried wurden als Bestandteil des  Landkreises Unterallgäu dem Amtsgericht Memmingen zugeschlagen,
- Mohrenhausen, Tafertshofen und Zaiertshofen kamen, da zum Landkreis Neu-Ulm gehörig, zum Amtsgericht Neu-Ulm und
- die übrigen Orte wurden als Teil des jetzigen Landkreises Günzburg dem Amtsgericht Günzburg zugewiesen.

## Gebäude
Das Amtsgericht befand sich in der 1835–1840 erbauten Fronfeste des Krumbacher Schlosses.